# Babar (olifant)

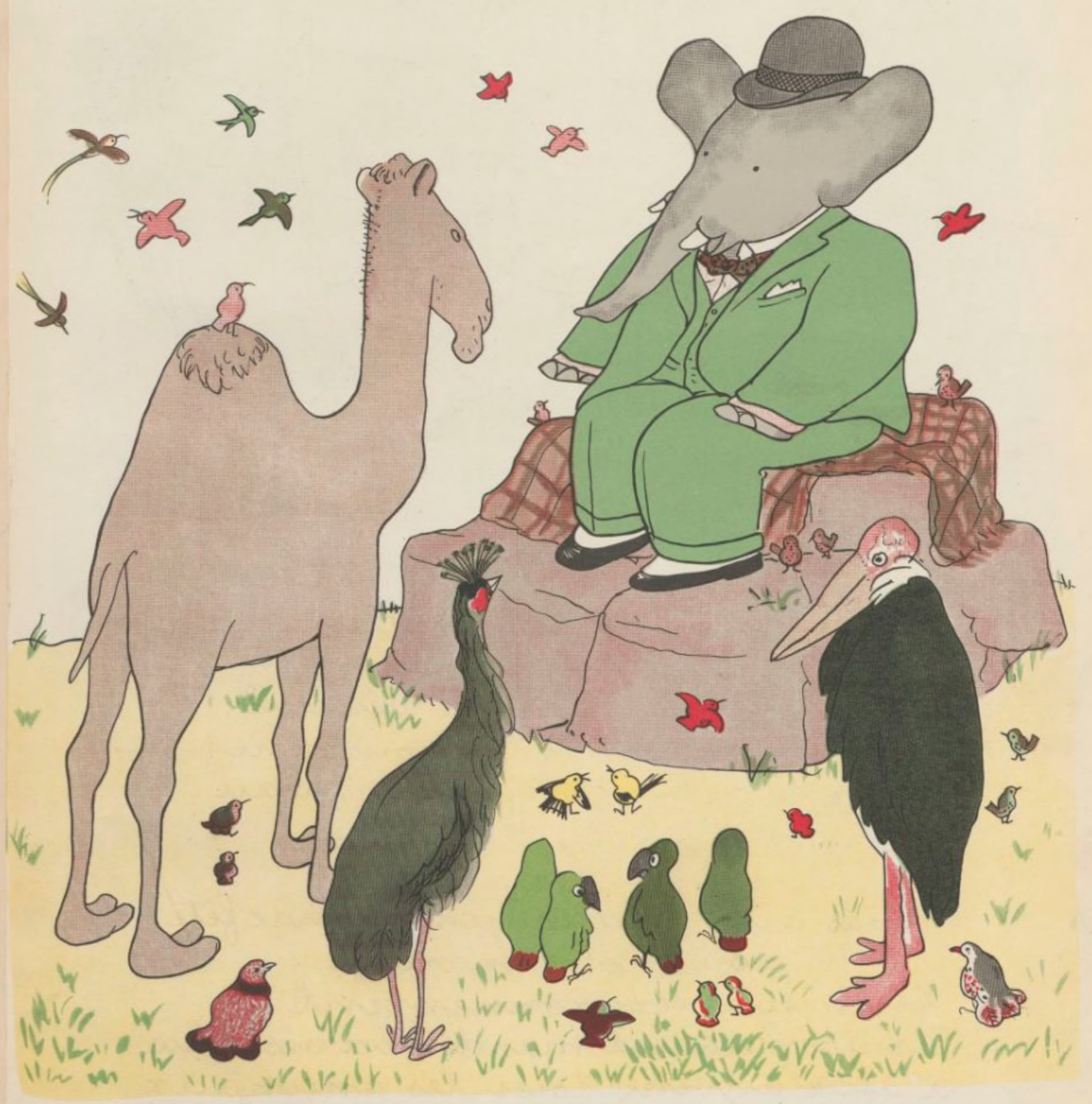
Histoire de Babar : le petit éléphant, 1931

Babar is het hoofdpersonage in een serie kinderboeken getekend door Jean de Brunhoff en zijn zoon Laurent. Het eerste boek heette Histoire de Babar le petit éléphant en werd uitgegeven in 1931. Het verhaal was in de zomer van 1930 bedacht door zijn vrouw Cécile de Brunhoff om te vertellen aan hun zieke zoontje Mathieu.
Jean de Brunhoff zelf verbleef in een sanatorium. Toen hij daar in 1937 aan tbc bezweek, werkte hij aan het zevende deel van de reeks. Zoon Laurent voltooide dit boek en zette de reeks voort.
Die was inmiddels internationaal succesvol en verscheen al bij leven van vader Jean behalve in Frankrijk ook in de Verenigde Staten, het Verenigd Koninkrijk en Duitsland. De eerste Nederlandse vertalingen dateren van 1947 tot 1949.
In 1945 werd L'Histoire de Babar, le petit éléphant op muziek gezet door Francis Poulenc. De orkestratie werd in 1962 gemaakt door Jean Françaix.